# Rio Manso
Rio Manso is een gemeente in de Braziliaanse deelstaat Minas Gerais. De gemeente telt 5.266 inwoners (schatting 2009).

## Aangrenzende gemeenten
De gemeente grenst aan Bonfim, Brumadinho, Crucilândia, Itaguara en Itatiaiuçu.